# Callyna figurans
Callyna figurans là một loài bướm đêm trong họ Noctuidae.